# Национален съюз за пълна независимост на Ангола
Националният съюз за пълна независимост на Ангола (на португалски: União Nacional para a Independência Total de Angola) е дясноцентристка националистическа политическа партия в Ангола.
Основана е през 1966 година и през пъвите години от съществуването си води въоръжена борба срещу португалското управление в страната. От 1975 година до смъртта на основателя си Жонас Савимби през 2002 година партията води гражданска война срещу комунистическия режим на Народното движение за освобождение на Ангола - Партия на труда. След 2002 година е най-голямата опозиционна партия в Ангола.
На парламентарните избори през 2012 година получава 19% от гласовете и 32 от 220 места в Националното събрание.